# Palais législatif du Manitoba
Le palais législatif du Manitoba (anglais : Manitoba Legislative Building) est le siège de l'assemblée législative du Manitoba, au centre de Winnipeg. L'édifice Beaux-Arts a été complété en 1920 et il a une hauteur de 73 mètres. Il a été construit selon les plans des architectes Frank Worthington Simon et Henry Boddington III.